# Peking
Peking (kineski: 北京, pinyin: Běijīng; "sjeverna prijestolnica") je glavni grad Narodne Republike Kine (NRK) i jedna od četiri gradske oblasti pod direktnom kontrolom vlade.
Peking je drugi po veličini kineski grad (poslije Šangaja) s oko 17,4 milijuna stanovnika (računajući gradsku oblast Pekinga). Veliko je prometno središte s mnoštvom pruga, cesta i autocesta koji ulaze i izlaze iz njega u svim pravcima. Peking je također i političko, kulturno i obrazovno središte NRK, dok su Šangaj i Hong Kong veća gospodarska središta od njega. Peking je izabran za domaćina Olimpijskih igara 2008. godine.

## Zemljopis
Peking je smješten na sjeveroistoku Kine na povoljnom položaju između strateški važne regije Mandžurije i ostatka Kine. Nalazi se na visoravni između planina Xishan i Yanshan. Kroz grad teče više manjih rijeka (najvažnije su Yongding, Chaobai i Wenyu). Peking je sjeverna postaja Velikog kanala koji ga povezuje s rijekama Huang He i Yangtze.
Klima je umjerena s velikim utjecajem monsuna. Ljeta su vruća i vlažna, a zime hladne i suhe. Često vjetar donosi pijesak iz nedaleke pustinje Gobi, te su česte pješčane oluje tijekom kojih grad zna biti zameten pijeskom.
Peking je oko 100 km udaljen od Žutog mora. Grad Tianjin na moru funkcionira kao pekinška luka.

## Povijest
Na arheološkom lokalitetu Zhoukoudian nedaleko od današnjeg Pekinga su pronađeni jedni od najznačajnijih otkrića pračovjeka homo erectusa (tzv. "Pekinški čovjek"). Starost nalazišta se procjenjuje na 500.000-750.000 godina. Na istom nalazištu postoje i nalazi iz kamenog doba starosti 27.000-10.000 godina.
Još od 723. pr. Kr. na mjestu današnjeg Pekinga postojalo je nekoliko gradova s različitim imenima. Najznačajniji je bio grad Ji koji je bio glavni grad kraljevstva Yan (jednog od kineskih kraljevstava u tzv. doba Zaraćenih država i doba Proljeća i jeseni do 221. pr. Kr). U kasnijem razdoblju su tamo postojala sjedišta prefektura dinastija Qin, Han i Jin. Od 938. na području Pekinga postoji sekundarni glavni grad dinastije Liao koji je nazvan Nanjing (u prijevodu "južni glavni grad", nema nikakve veze s današnjim gradom Nanjingom). Od 1153. se grad zove Zhongdu i postao je jedna od 3 prijestolnice dinastije Jin.
1215. godine su Kinu napali Mongoli i kod Zhongdua izvojevali jednu od najvažnijih pobjeda nako koje su zavladali Kinom (ta pobjeda je kasnije nazvana Bitka kod Pekinga). Začetak današnjeg Pekinga bio je Kanbalik ("kanov grad"), prijestolnica Kublaj-kana (1260. – 1290.). Taj grad se zvao Dadu ili Daidu (na mongolskom jeziku) i završen je 1293. godine.
Od 1368. godine gradom vlada kineska dinastija Ming i grad se zove Beiping. Od 1403. ima današnje ime Beijing. Pod današnjim imenom grad je bio prijestolnica Kine od 1421. do 1911.
Za vladavine dinastije Ming (1368. – 1644.) Peking počinje dobivati svoj sadašnji izgled - izgrađen je "Zabranjeni grad" (carska palača i prijestolnica 24 kineska cara tijekom pet stoljeća), Tiananmen ("vrata nebeskog mira", glavni ulaz u Zabranjeni grad), dok su gradske zidine iz tog perioda postojale sve do sredine 20. stoljeća. Od 1644. je glavni grad dinastije Qing. Grad je bio napadnut tokom Drugog opijumskog rata 1860.
Grad je često mijenjao vladare tijekom građanskih ratova vođenih tijekom revolucije i stvaranja Republike Kine (Tajvan) godine 1911. Kada je 1928. sjedište vlade preseljeno u Nanjing ("južna prijestolnica"), Peking je promijenio ime u Beiping ("sjeverni mir").
Tijekom kinesko-japanskog rata (1937. – 1945.) bio je pod japanskom okupacijom da bi, po okončanju građanskog rata prevlašću komunista, 1. listopada 1949. godine postao prijestolnica novoosnovane NR Kine. Od tada Peking se proširio daleko izvan granica stare gradske jezgre dok tisuće novih zgrada, hotela i kulturnih centara mijenjanju izgled grada i predgrađa, osobito od posljednjeg desetljeća 20. stoljeća porastom moderne gradnje.

## Znamenitosti
Peking ima vrlo mnogo tradicionalnih kineskih kulturno-povijesnih znamenitosti. Najvažnija znamenitost je Zabranjeni grad, kompleks bivših carskih palača sagrađenih u tradicionalnom kineskom stilu gradnje. Ispred Zabranjenog grada je najveći svjetski trg Tiananmen (Trg nebeskog mira). Na trgu su smješteni brojni spomenici komunističke vlasti (Velika dvorana naroda, mauzolej Mao Zedonga, Kineski narodni muzej). Značajne su i ostale bivše carske palače (najpoznatija je Ljetna palača u Pekingu).

Poznati su brojni taoistički i budistički hramovi (najpoznatiji je Nebeski hram). Ostali značajni hramovi su Hram Zemlje, Hram Sunca i Hram Mjeseca. U centru grada postoje brojni parkovi s umjetnim jezerima (najpoznatiji su Beihai, Shichahai, Zhongnanhai, Jingshan i Zhongshan).
Carske grobnice dinastija Ming i Qing u distriktu Changping su najljepši i najveći kompleks carskih mauzoleja u kojemu je sahranjeno 13 careva, počevši od trećeg cara dinastije Ming, Yonglea (1402. – 1424.), koji je premjestio prijestolnicu iz Nanjinga u Peking, sve do posljednjeg cara dinastije Ming, Chongzhena, koji se objesio u travnju 1644. godine.
Najveća turistička znamenitost u okolici Pekinga je ipak Kineski zid čiji se najposjećeniji dio nalazi samo oko 30 km od grada. Također je značajno nalazište Pekinškog čovjeka Zhoukoudian.

## Uprava
Puni naziv uprave Pekinga je „Narodna vlada grada Pekinga” i grad je pod izravnom upravom Komunističke stranke Kine, tako da je partijski sekretar Pekinga (北京市委书记) ujedno i predsjednik gradske vlade koja obnaša izvršnu vlast grada. Vladu čine i gradonačelnik i zamjenik gradonačelnika koji se bave provedbom zakona, javnom sigurnošću i sl. Pored toga, kao glavni grad države u pekingu se održava Kineski nacionalni sabor. Pokrajinski grad Peking je podijeljen u 17 distrikta:
| Zemljovid |             | Distrikt / Okrug | Kineski   | Populacija (2010.) | Površina (km²) | Gustoća (stanovnika/km²) |
| --- | ----------- | ---------------- | --------- | ------------------ | -------------- | ------------------------ |
| 2. Dongcheng 1. Xicheng 3. Shijingshan Chaoyang Haidian Fengtai 3 1 2 Mentougou Fangshan Tongzhou Shunyi Changping Daxing Pinggu Miyun Yanqing Huairou |             |                  |           |                    |                |                          |
| | Dongcheng   | 东城区           | 919.000   | 40,6               | 22.635         |                          |
| | Xicheng     | 西城区           | 1.243.000 | 46,5               | 26.731         |                          |
| | Chaoyang    | 朝阳区           | 3.545.000 | 470,8              | 7.530          |                          |
| | Haidian     | 海淀区           | 3.281.000 | 426,0              | 7.702          |                          |
| | Fengtai     | 丰台区           | 2.112.000 | 304,2              | 6.943          |                          |
| | Shijingshan | 石景山区         | 616.000   | 89,8               | 6.860          |                          |
| | Tongzhou    | 通州区           | 1.184.000 | 870,0              | 1.361          |                          |
| | Shunyi      | 顺义区           | 877.000   | 980,0              | 895            |                          |
| | Changping   | 昌平区           | 1.661.000 | 1.430,0            | 1.162          |                          |
| | Daxing      | 大兴区           | 1.365.000 | 1.012,0            | 1.349          |                          |
| | Mentougou   | 门头沟区         | 290.000   | 1.331,3            | 218            |                          |
| | Fangshan    | 房山区           | 945.000   | 1.866,7            | 506            |                          |
| | Pinggu      | 平谷区           | 416.000   | 1.075,0            | 387            |                          |
| | Huairou     | 怀柔区           | 373.000   | 2.557,3            | 146            |                          |
| | Miyun       | 密云县           | 468.000   | 2.335,6            | 200            |                          |
| | Yanqing     | 延庆县           | 317.000   | 1.980,0            | 160            |                          |

## Gospodarstvo
Gospodarski razvoj Pekinga danas slijedi dinamičan gospodarski razvoj Kine koja sve brže izrasta u gospodarskog diva. Zbog toga se danas u gradu grade nove poslovne četvrti s modernim zgradama. Peking nije kineski gospodarski centar (taj primat pripada najvećem gradu Šangaju), ali se kao drugi grad po veličini izrazito brzo razvija i danas postaje jedan od najvažnijih svjetskih poslovnih središta. U Pekingu se jače razvija financijski i uslužni sektor koji danas akumulira 73% gradskog kapitala. Moderne elektroničke i informatičke djelatnosti su smještene u novom dijelu grada Zhongguancun koji se naziva "kineska Silicijska dolina".

## Šport
Međunarodna športska natjecanja: 
- od 8. do 24. kolovoza 2008. - Ljetne olimpijske igre 2008.
- od 22. do 30. kolovoza 2015. - 15. svjetsko prvenstvo u atletici.
- od 4. do 20. veljače 2022. - Zimske olimpijske igre 2022.

## Vanjske poveznice
- Službena stranica  Arhivirana inačica izvorne stranice od 13. kolovoza 2010. (Wayback Machine)

### Ostali projekti
|  | Zajednički poslužitelj ima još gradiva o temi Peking |